# DM i joystick 1992
DM i joystick 1992 var et dansk mesterskab i computerspil arrangeret af software- og spilforhandleren Supersoft under Amiga Expo 92, som blev afholdt i Odd Fellow Palæet i København fra den 20. til 22. marts 1992. Turneringen havde mere end 400 deltagere fordelt på cirka 35 indledende runder, hvoraf ti spillere kvalificerede sig til finalen.

## Baggrund
DM i joystick 1992 regnes som et af de tidligst dokumenterede danske mesterskaber i computerspil og bliver ofte nævnt som en tidlig del af e-sportens historie i Danmark. Turneringen blev afviklet som en central del af Amiga Expo 92, en stor dansk messe dedikeret til Amiga-computere, hvor både hardware, spil og tilbehør blev præsenteret for tusindvis af besøgende. Supersoft stod som hovedarrangør og var på tidspunktet en af de største distributører af software og spil i Danmark.

## Mesterskabsspil
Finalen blev spillet i Pegasus fra Gremlin Graphics. Spillet er et sidescrollende action-platformspil, hvor spilleren styrer en ridder på en bevinget hest gennem middelalderlige fantasybaner. Pegasus blev valgt som mesterskabsspil, fordi det stillede krav til præcision, hurtige reaktioner og joystick-kontrol.
Vinderen blev Per Nørskov Pagh, der opnåede en score på 29.077 point. Han modtog en Commodore CDTV med software til en værdi af 14.000 kr.
- 2. plads: Jimmy El-Tanahy – Amiga med software (værdi 8.000 kr.)
- 3. plads: Anders Søgård – Commodore 64 med software

## Dækning og betydning
Begivenheden blev dækket af magasinet Det Nye Computer, lokalaviserne Jydske Vestkysten og Vejenavisen samt vist på Vejen Lokal TV.
Turneringen markerer et tidligt eksempel på organiseret konkurrence i computerspil i Danmark og er senere blevet nævnt i forbindelse med udviklingen af dansk e-sport og Commodore-æraens spilscene.